# 1569
Il 1569 (MDLXIX in numeri romani) è un anno  del XVI secolo.

## Eventi
- Gerardus Mercator concepisce la proiezione Mercator.
- Edificiazione della Torre di Calarossa nel Gargano.
- Ayutthaya, capitale del Siam, l'odierna Thailandia, viene espugnata per la prima volta nella sua storia. L'esercito invasore birmano della Dinastia di Taungù deporta nella capitale Pegu tutta la famiglia reale siamese. Sul trono di Ayutthaya viene posto il vassallo siamese Maha Thammaracha, già governatore di Phitsanulok
- 3 province lituane, Volinia, Ucraina e Podlasie votano per essere incorporate nella Polonia.
- 9 gennaio – Ivan IV di Russia fa strangolare San Filippo di Mosca, primate della Chiesa ortodossa russa.
- 11 gennaio - 6 maggio – Prima lotteria conosciuta in Inghilterra, nonstop nella porta occidentale della cattedrale di St. Paul. Costava 10 scellini e i guadagni vennero utilizzati per scopi pubblici.
- 13 marzo – Battaglia di Jarnac: le truppe reali al comando del maresciallo di Francia Gaspard de Tavannes sorprendono e sconfiggono gli ugonotti comandati dal Principe di Condé, che viene catturato ed ucciso. La gran parte degli ugonotti scampata fugge guidata dall'ammiraglio Gaspard II de Coligny.
- 3 aprile – Viene istituito ad Albenga  il seminario vescovile da parte del vescovo Carlo Cicada.
- 10 giugno – Le truppe protestanti tedesche aiutano il Coligny nei pressi di Limoges.
- 1º luglio – L'Unione di Lublino unisce il regno Polacco ed il gran ducato della Lituania in un unico stato.
- 24 luglio – Inizio dell'Assedio di Poitiers: Gli ugonotti, al comando del Coligny e del quindicenne Principe Enrico di Navarra assediano Poitiers.
- 24 agosto – Battaglia di Orthez: Gli ugonotti al comando di Gabriele di Montgomery sconfiggono le forze reali comandate dal generale Terride nella Navarra francese. I cattolici si arrendono per aver salva la vita: gli ugonotti accettano la resa, ma massacrano ugualmente i cattolici.
- 7 settembre – Un esercito reale al comando del duca d'Anjou e del Maresciallo Tavannes obbliga il Coligny ad abbandonare l'assedio di Poitiers.
- 3 ottobre – Battaglia di Moncountour: Le forze reali di Tavannes e del duca d'Anjou sconfiggono gli ugonotti del Coligny.

## Nati

### Gennaio
- 2 gennaio - Heribert Rosweyde, biografo e gesuita olandese († 1629)
- 22 gennaio - Lucio Massari, pittore italiano († 1633)

### Febbraio
- 13 febbraio - Giovanni Reinardo I di Hanau-Lichtenberg, conte tedesco († 1625)

### Marzo
- 7 marzo - Rodolfo Gonzaga, nobile italiano († 1593)
- 25 marzo - Giannantonio Orsini, nobile italiano († 1613)
- 28 marzo - Ranuccio I Farnese, nobile italiano († 1622)

### Aprile
- 10 aprile - Emilia di Nassau, principessa († 1629)

### Maggio
- 18 maggio - Celso Amerighi, abate italiano († 1637)
- 18 maggio - Arima Toyouji, militare giapponese († 1642)
- 19 maggio - Pier Maria Campi, religioso e storico italiano († 1649)

### Giugno
- 1º giugno - Sofia di Holstein-Gottorp, duchessa († 1634)

### Luglio
- 7 luglio - Giovanni Francesco Anerio, compositore e musicista italiano († 1630)
- 8 luglio - Carlo Bocchineri, poeta italiano († 1630)
- 30 luglio - Carlo I del Liechtenstein, principe († 1627)

### Agosto
- 31 agosto - Jahangir, sovrano († 1627)

### Settembre
- 9 settembre - Joachim Andreas von Schlick, politico boemo († 1621)
- 23 settembre - Tachibana Ginchiyo, militare giapponese († 1602)

### Ottobre
- 13 ottobre - Giuseppe Passi, scrittore italiano
- 14 ottobre - Giovan Battista Marino, poeta e scrittore italiano († 1625)

### Novembre
- 2 novembre - Epifanio Ferdinando, medico e filosofo italiano († 1638)
- 3 novembre - Hŏ Kyun, scrittore, letterato e politico coreano († 1618)
- 4 novembre - Guillén de Castro, drammaturgo spagnolo († 1631)
- 5 novembre - Nils Turesson Bielke, politico svedese († 1639)
- 15 novembre - Alvaro Alonso Barba, scienziato e presbitero spagnolo († 1661)
- 18 novembre - Antonio Barberini, cardinale e vescovo cattolico italiano († 1646)
- 23 novembre - Concino Concini, politico italiano († 1617)
- 25 novembre - Friedrich Kettler († 1642)
- 27 novembre - Ottavio Vernizzi, compositore e organista italiano († 1649)

### Dicembre
- 15 dicembre - Muzio Oddi, ingegnere e matematico italiano († 1639)
- 22 dicembre - Étienne Martellange, gesuita, architetto e pittore francese († 1641)
- 31 dicembre - Anna de' Medici, nobile († 1584)

### Senza giorno specificato
- Fedele da San Germano, predicatore italiano († 1622)
- Abe Masatsugu, militare giapponese († 1647)
- Akechi Mitsuyoshi, militare giapponese († 1582)
- Étienne Binet, gesuita e letterato francese († 1639)
- Teofilo Bruni, matematico, astronomo e presbitero italiano († 1638)
- Claudio di Bullion, avvocato, politico e diplomatico francese († 1640)
- Walter Butler, XI conte di Ormond, nobile irlandese († 1633)
- Paulus van Caerden, ammiraglio olandese († 1615)
- Seathrún Céitinn, religioso, poeta e storico irlandese († 1644)
- John Davies, politico, avvocato e poeta inglese († 1626)
- Giovan Giacomo Di Conforto, architetto e ingegnere italiano († 1630)
- Vittoria Doria, nobildonna italiana († 1618)
- Bartolomeo Gavanti, teologo italiano († 1638)
- Pompeo Giustiniani, condottiero e scrittore italiano († 1616)
- Jacob Dircksz de Graeff, politico olandese († 1638)
- Antiveduto Gramatica, pittore italiano († 1626)
- Pieter Isaacsz, pittore danese († 1625)
- Itō Mancio, diplomatico giapponese († 1612)
- Emilia Lanier, poetessa inglese († 1645)
- Giovanni Battista Manso, nobile, scrittore e poeta italiano († 1645)
- Frans Pourbus il Giovane, pittore fiammingo († 1622)
- Antonio Santarelli, teologo e gesuita italiano († 1649)
- Jan Piotr Sapieha, politico e militare polacco († 1611)
- Ambrogio Spinola, generale italiano († 1630)
- Giovanni Battista Trotti, nobile, politico e giurista italiano († 1640)
- Luca Antonio Virili, cardinale italiano († 1634)
- Bernardo de Brito, storico portoghese († 1617)
- Dervish Mehmed Pascià, politico e militare ottomano († 1606)

## Morti

### Gennaio
- 13 gennaio - Paolo Del Rosso, letterato e traduttore italiano (n. 1505)
- 15 gennaio - Catherine Carey, nobile (n. 1524)
- 20 gennaio - Myles Coverdale, religioso inglese
- 28 gennaio - Gianantonio Capizucchi, cardinale e vescovo cattolico italiano (n. 1515)

### Febbraio
- 7 febbraio - Irobe Katsunaga, militare giapponese
- 22 febbraio - Gabriele Casati, nobile, politico e giurista italiano (n. 1509)

### Marzo
- 13 marzo - Luigi I di Borbone-Condé, generale francese (n. 1530)
- 15 marzo - Abén Humeya, rivoluzionario spagnolo (n. 1520)
- 31 marzo - Sigismondo Thun, nobile italiano (n. 1487)

### Aprile
- 5 aprile - Ippolito Pico della Mirandola, nobile e militare italiano (n. 1540)
- 11 aprile - Livia, nobile italiana (n. 1508)
- 28 aprile - Timoleone di Cossé, nobile e militare francese (n. 1543)

### Maggio
- 6 maggio - Jacopo Nacchianti, vescovo cattolico e teologo italiano (n. 1502)
- 10 maggio - Giovanni d'Avila, presbitero e santo spagnolo (n. 1499)
- 16 maggio - Dirk Willems,  olandese
- 25 maggio - Bartolomeo Bartocci,  italiano (n. 1535)
- 25 maggio - Francesco Cellario, pastore protestante italiano (n. 1520)
- 27 maggio - François de Coligny d'Andelot, militare francese (n. 1520)

### Giugno
- 3 giugno - Giovan Battista Castello, architetto, pittore e stuccatore italiano
- 11 giugno - Volfango del Palatinato-Zweibrücken, nobile tedesco (n. 1526)

### Agosto
- 19 agosto - Petru I cel Tânăr, nobile rumeno (n. 1546)
- 27 agosto - Niccolò Massa, anatomista italiano (n. 1489)

### Settembre
- 1º settembre - Marija Temrjukovna, imperatrice russa
- 5 settembre - Edmund Bonner, vescovo cattolico britannico
- 5 settembre - Pieter Bruegel il Vecchio, pittore olandese
- 5 settembre - Bernardo Tasso, poeta italiano (n. 1493)
- 25 settembre - Marco Criado, presbitero spagnolo (n. 1522)
- 28 settembre - Sisto Senese, teologo italiano (n. 1520)

### Ottobre
- 3 ottobre - Simone Spinola, doge (n. 1497)
- 3 ottobre - Filiberto di Baden-Baden, nobile tedesco (n. 1536)
- 7 ottobre - Guillaume Guéroult, editore, traduttore e poeta francese (n. 1507)
- 9 ottobre - Vladimir di Starica, principe russo (n. 1533)
- 15 ottobre - Aimone Cravetta, giurista italiano (n. 1504)
- 28 ottobre - Antonio Gardano, compositore e editore musicale italiano (n. 1509)
- 28 ottobre - Ludovica Torelli, nobildonna e filantropa italiana (n. 1500)

### Novembre
- 3 novembre - Grazia Nasi,  portoghese (n. 1510)
- 24 novembre - Celio Secondo Curione, umanista italiano (n. 1503)
- 29 novembre - António Ferreira, poeta e drammaturgo portoghese (n. 1528)

### Dicembre
- 10 dicembre - Paul Eber, teologo tedesco (n. 1511)
- 23 dicembre - Filippo II, religioso russo (n. 1507)

### Senza giorno specificato
- Paolo Animuccia, musicista e compositore italiano
- Lodovico Ardinghelli, vescovo cattolico italiano
- Jacob Binck, pittore tedesco
- Collaltino di Collalto, militare e poeta italiano (n. 1523)
- Leonardo Cungi, pittore italiano
- Giuliano Ughi della Cavallina, religioso e scrittore italiano (n. 1483)
- Alfonso Gonzaga, condottiero italiano (n. 1549)
- Guido Guidi, medico italiano (n. 1509)
- Juan de Guzmán, sovrano
- Hoste da Reggio, compositore italiano (n. 1520)
- Antonio Landi, scrittore e mercante italiano (n. 1506)
- Diego de Losada, esploratore spagnolo (n. 1511)
- Orazio Luzi, letterato e religioso italiano (n. 1541)
- Maha Chakkraphat, sovrano siamese (n. 1506)
- Mahinthra Thirat, sovrano siamese (n. 1539)
- Willem Mahue, pittore fiammingo (n. 1517)
- Girolamo Martinengo, abate italiano (n. 1504)
- Girolamo Mazzola Bedoli, pittore italiano
- Corrado Mochis, vetraio tedesco (n. 1525)
- Pompeo Morganti, pittore italiano
- Gerolama Orsini, duchessa italiana (n. 1504)
- Georg Pictorius, medico e scrittore tedesco
- Francesco Salamone, condottiero e mercenario italiano (n. 1478)
- Hans Schöpfer il Vecchio, pittore tedesco
- Antonio de Torquemada, umanista, poeta e scrittore spagnolo
- Fernando Vázquez de Menchaca, giurista e umanista spagnolo (n. 1512)
- Wachi Masaharu, militare giapponese

## Calendario
| Calendario 1569 | Calendario 1569 | Calendario 1569 | Calendario 1569 | Calendario 1569 | Calendario 1569 | Calendario 1569 | Calendario 1569 | Calendario 1569 | Calendario 1569 | Calendario 1569 | Calendario 1569 | Calendario 1569 | Calendario 1569 | Calendario 1569 | Calendario 1569 | Calendario 1569 | Calendario 1569 | Calendario 1569 | Calendario 1569 | Calendario 1569 | Calendario 1569 | Calendario 1569 | Calendario 1569 | Calendario 1569 | Calendario 1569 | Calendario 1569 | Calendario 1569 | Calendario 1569 | Calendario 1569 | Calendario 1569 | Calendario 1569 | Calendario 1569 |
| --------------- | --------------- | --------------- | --------------- | --------------- | --------------- | --------------- | --------------- | --------------- | --------------- | --------------- | --------------- | --------------- | --------------- | --------------- | --------------- | --------------- | --------------- | --------------- | --------------- | --------------- | --------------- | --------------- | --------------- | --------------- | --------------- | --------------- | --------------- | --------------- | --------------- | --------------- | --------------- | --------------- |
|                 | 1               | 2               | 3               | 4               | 5               | 6               | 7               | 8               | 9               | 10              | 11              | 12              | 13              | 14              | 15              | 16              | 17              | 18              | 19              | 20              | 21              | 22              | 23              | 24              | 25              | 26              | 27              | 28              | 29              | 30              | 31              |                 |
| Gennaio         | Sa              | Do              | Lu              | Ma              | Me              | Gi              | Ve              | Sa              | Do              | Lu              | Ma              | Me              | Gi              | Ve              | Sa              | Do              | Lu              | Ma              | Me              | Gi              | Ve              | Sa              | Do              | Lu              | Ma              | Me              | Gi              | Ve              | Sa              | Do              | Lu              |                 |
| Febbraio        | Ma              | Me              | Gi              | Ve              | Sa              | Do              | Lu              | Ma              | Me              | Gi              | Ve              | Sa              | Do              | Lu              | Ma              | Me              | Gi              | Ve              | Sa              | Do              | Lu              | Ma              | Me              | Gi              | Ve              | Sa              | Do              | Lu              |                 |                 |                 |                 |
| Marzo           | Ma              | Me              | Gi              | Ve              | Sa              | Do              | Lu              | Ma              | Me              | Gi              | Ve              | Sa              | Do              | Lu              | Ma              | Me              | Gi              | Ve              | Sa              | Do              | Lu              | Ma              | Me              | Gi              | Ve              | Sa              | Do              | Lu              | Ma              | Me              | Gi              |                 |
| Aprile          | Ve              | Sa              | Do              | Lu              | Ma              | Me              | Gi              | Ve              | Sa              | Do              | Lu              | Ma              | Me              | Gi              | Ve              | Sa              | Do              | Lu              | Ma              | Me              | Gi              | Ve              | Sa              | Do              | Lu              | Ma              | Me              | Gi              | Ve              | Sa              |                 |                 |
| Maggio          | Do              | Lu              | Ma              | Me              | Gi              | Ve              | Sa              | Do              | Lu              | Ma              | Me              | Gi              | Ve              | Sa              | Do              | Lu              | Ma              | Me              | Gi              | Ve              | Sa              | Do              | Lu              | Ma              | Me              | Gi              | Ve              | Sa              | Do              | Lu              | Ma              |                 |
| Giugno          | Me              | Gi              | Ve              | Sa              | Do              | Lu              | Ma              | Me              | Gi              | Ve              | Sa              | Do              | Lu              | Ma              | Me              | Gi              | Ve              | Sa              | Do              | Lu              | Ma              | Me              | Gi              | Ve              | Sa              | Do              | Lu              | Ma              | Me              | Gi              |                 |                 |
| Luglio          | Ve              | Sa              | Do              | Lu              | Ma              | Me              | Gi              | Ve              | Sa              | Do              | Lu              | Ma              | Me              | Gi              | Ve              | Sa              | Do              | Lu              | Ma              | Me              | Gi              | Ve              | Sa              | Do              | Lu              | Ma              | Me              | Gi              | Ve              | Sa              | Do              |                 |
| Agosto          | Lu              | Ma              | Me              | Gi              | Ve              | Sa              | Do              | Lu              | Ma              | Me              | Gi              | Ve              | Sa              | Do              | Lu              | Ma              | Me              | Gi              | Ve              | Sa              | Do              | Lu              | Ma              | Me              | Gi              | Ve              | Sa              | Do              | Lu              | Ma              | Me              |                 |
| Settembre       | Gi              | Ve              | Sa              | Do              | Lu              | Ma              | Me              | Gi              | Ve              | Sa              | Do              | Lu              | Ma              | Me              | Gi              | Ve              | Sa              | Do              | Lu              | Ma              | Me              | Gi              | Ve              | Sa              | Do              | Lu              | Ma              | Me              | Gi              | Ve              |                 |                 |
| Ottobre         | Sa              | Do              | Lu              | Ma              | Me              | Gi              | Ve              | Sa              | Do              | Lu              | Ma              | Me              | Gi              | Ve              | Sa              | Do              | Lu              | Ma              | Me              | Gi              | Ve              | Sa              | Do              | Lu              | Ma              | Me              | Gi              | Ve              | Sa              | Do              | Lu              |                 |
| Novembre        | Ma              | Me              | Gi              | Ve              | Sa              | Do              | Lu              | Ma              | Me              | Gi              | Ve              | Sa              | Do              | Lu              | Ma              | Me              | Gi              | Ve              | Sa              | Do              | Lu              | Ma              | Me              | Gi              | Ve              | Sa              | Do              | Lu              | Ma              | Me              |                 |                 |
| Dicembre        | Gi              | Ve              | Sa              | Do              | Lu              | Ma              | Me              | Gi              | Ve              | Sa              | Do              | Lu              | Ma              | Me              | Gi              | Ve              | Sa              | Do              | Lu              | Ma              | Me              | Gi              | Ve              | Sa              | Do              | Lu              | Ma              | Me              | Gi              | Ve              | Sa              |                 |